# María Gabriela Huidobro
María Gabriela Huidobro Salazar (Viña del Mar, 21 de marzo de 1981) es una historiadora, escritora y académica chilena, especializada en la historia de las mujeres y su rol en los procesos históricos de Chile. 
Actualmente, se desempeña como décana de la Facultad de Educación y Ciencias Sociales de la Universidad Andrés Bello (UNAB).

## Formación y carrera académica
Desde pequeña le gustaba la danza, pero se decanto por el deporte, primero el tenis y luego el fútbol, áreas donde su familia era una asidua practicante.Es licenciada en humanidades y profesora de enseñanza media, mención en historia, por la Universidad Adolfo Ibáñez.
Obtuvo su Doctorado en Historia en la Pontificia Universidad Católica de Chile. Su tesis doctoral versó sobre: Tradición clásica en el corpus épico sobre la guerra de Arauco en el siglo XVI, recibió el Premio Miguel Cruchaga Tocornal, otorgado por la Academia Chilena de la Historia el 2011, entregado el 29 de octubre de 2013.
Investigadora Fondecyt en el área de estudios de Historia. Además, es co-investigadora del proyecto “Recepción e influjo de Pompeya y Herculano en España e Iberoamérica” del Ministerio de Ciencia e Innovación de España.

## Obras publicadas
A lo largo de su carrera, ha publicado varios trabajos académicos centrados en la historia de las mujeres en Chile y Europa, buscando resaltar las figuras históricas femeninas que han sido ignoradas o minimizadas en los relatos tradicionales, siendo que llevan siglos interviniendo y contribuyendo, siendo esenciales en la construcción de la historia.
Una de sus contribuciones más recientes es el libro Mujeres en la Historia de Chile, aquí la autora reflexiona sobre la necesidad de revisar y replantear los relatos históricos para reconocer la presencia e importancia de las mujeres a lo largo del tiempo y en todos los ámbitos de la sociedad. De esta manera, cuestiona la visión tradicional de la historia chilena que, dominada por figuras masculinas y eventos políticos y militares, suele recordarlas solo como acompañantes o protagonistas pasivas de los principales acontecimientos. En entrevistas, Huidobro ha subrayado la importancia de contar estos relatos como parte integral de la historia nacional, destacando que fueron más avanzadas y vanguardistas que en otros países.
Gracias a sus estudios ha desmitificado la imagen de algunos personajes de la Historia de Chile como Javiera Carrera, destacando su rol en la independencia, y visibilizado otros, como la mapuche Janeque o, destacando su rol en la Guerra de Arauco.
Además, ha publicado investigaciones sobre la disparidad en la representación de mujeres en los textos escolares chilenos, donde solo el 9 % de los personajes históricos mencionados son mujeres.
Huidobro ha criticado esta desigualdad que se ha mantenido a lo largo de los años en los textos escolares, en el que las mujeres parecieran tener un rol anecdótico, advirtiendo que esto refuerza las narrativas patriarcales en la educación formal.
Otro de sus libros es El Imaginario de la Guerra de Araucoen el que analiza la influencia grecorromana en los primeros relatos que existen sobre la historia de Chile. También destaca Mundo épico y tradición clásica (2017).